# Église Saint-Loup-de-Sens du Vaudoué
L’église Saint-Loup-de-Sens est un édifice religieux catholique situé au Vaudoué, en France.

## Situation et accès
L’édifice entre la rue de l'Échelle et le sentier de l'Église, au sud du village du Vaudoué. Plus largement, il se trouve dans le département de Seine-et-Marne, en région Île-de-France.

## Mobilier
Du mobilier au sein de l'église est classé ou inscrit au titre objet des monuments historiques :
- deux crédences de chaque côté du maître-autel, contre le mur du chevet[1] ;
- une plaque funéraire de Jehan Boulerie[2] ;
- une plaque funéraire de Regnault[3].
- un retable en bois taillé et peint[4] ;
- une crédence en bois taillé et marbre (nef de l'église, mur ouest)[5] ;
- un tableau et son encadrement (élément de retable) représentant la Visitation[6] ;
- un tableau de pèlerinage sur bois peint représentant saint Loup[7] ;
- une statue de saint Loup en bois peint (polychrome)[8].